# Het verloren transport (film)
Het verloren transport is een film uit 2022 die geregisseerd werd door Saskia Diesing en met Hanna van Vliet, Bram Suijker, Eugénie Anselin en Anna Bachmann in de hoofdrol. De film vertelt de geschiedenis van het Verloren transport. Dit transport bestond uit meer dan tweeduizend gevangenen uit Bergen-Belsen en strandde in de nadagen van de Tweede Wereldoorlog in het Duitse dorp Tröbitz. Het verhaal wordt door Saskia Diesing bewust verteld vanuit het vrouwelijke perspectief.

## Plot
De film begint op het moment dat een transport is gestrand in Tröbitz. Aan boord is de Nederlands-Joodse vrouw Simone, samen met haar man Izaäk. De gevangenen komen in aanraking met het Rode Leger, dat aangeeft dat zij in het nabijgelegen Tröbitz onderdak kunnen vinden. Het perspectief van het Rode Leger wordt verteld door de ogen van de soldate Vera.
In Tröbitz hebben Russische troepen eerder huisgehouden en daarbij de moeder van de Duitse tiener Winnie gedood. Vervolgens wordt Winnie gedwongen om verschillende Joodse overlevenden van een transport in huis op te nemen, waaronder Simone en haar man. Ook Vera wordt in het huis ingekwartierd. Dit veroorzaakt aanvankelijk spanningen tussen de vrouwen, maar na verloop van tijd groeien ze langzaam naar elkaar toe. Zo voorkomt Vera bijvoorbeeld dat Winnie wordt verkracht door een groep Russische soldaten. 
Simone en Izaäk proberen samen met een aantal andere overlevenden naar Nederland te reizen, maar worden tegengehouden omdat ze in quarantaine moeten, omdat er vlektyfus is uitgebroken. Izaäk overlijdt hieraan. Winnie helpt bij het verplegen van de zieken. Vera geeft intussen geen gehoor aan een order van de regering in Moskou om alle dokters en geleerden onder de gevangenen te selecteren, zodat zij naar Rusland gestuurd kunnen worden om zich daar verdienstelijk te maken. De film eindigt met de komst van een aantal Amerikaanse trucks, waarmee de voormalige gevangenen terugkeren naar het westen. Simone neemt afscheid, terwijl Vera en Winnie haar nakijken.

## Rolverdeling
| Acteur                   | Personage     |
| ------------------------ | ------------- |
| Hanna van Vliet          | Simone        |
| Eugénie Anselin          | Vera          |
| Anna Bachmann            | Winnie        |
| Bram Suijker             | Izaäk         |
| Frieda Barnhard          | Mirjam        |
| Billy de Walle           | Menachem      |
| Konstantin Frolovr       | Alexei        |
| Fabienne Elaine Hollwege | Eldride       |
| Germain Wagner           | Priester      |
| Nora Koenig              | Moeder Bärbel |

## Prijzen en nominaties
| Jaar | Prijs                    | Categorie      | Genomineerden   | Uitslag     |
| ---- | ------------------------ | -------------- | --------------- | ----------- |
| 2023 | Nederlands Film Festival | Beste Hoofdrol | Hanna van Vliet | Genomineerd |
| 2023 | Nederlands Film Festival | Beste Bijrol   | Bram Suijker    | Genomineerd |